# Pierre Issa
Pierre Sanitarib Issa (* 11. September 1975 in Johannesburg) ist ein ehemaliger südafrikanischer Fußballspieler auf der Position eines Abwehrspielers, der seit dem Jahre 1995 auch im Besitz der französischen Staatsangehörigkeit ist. Aufgrund des Geburtslandes seiner Eltern ist Issa libanesischer Abstammung.

## Karriere
Pierre Issa begann seine Profikarriere 1995 bei Olympique Marseille, wo er bis 2001 spielte. Von Februar bis Juni 2001 spielte er dann beim FC Chelsea, bevor er zum FC Watford wechselte. Nach der Saison 2001/02 ging er von der englischen Premier League in das Geburtsland seiner Eltern, wo er bei Olympic Beirut spielte und kam bald darauf nach Kamerun zu Unisport Bafang, wo er bis 2005 spielte.
Zur Saison 2005/06 ging er dann für ein Jahr nach Griechenland zu Ionikos Nikea. Ab der Saison 2006/07 spielte er ebenfalls in Griechenland für OFI Kreta, wo er nach der Saison 2008/2009 seine Karriere beendete.
Nach seiner sportlichen Karriere war er von Juni 2013 bis Juni 2015 Sportdirektor von Olympiakos Piräus.

## Nationalmannschaft
Sein Nationalmannschaftsdebüt gab er am 15. November 1997 bei einer 0:3-Auswärtsniederlage gegen Deutschland. Seine 47. und letzte Partie für Südafrika absolvierte Issa am 30. Januar 2006.

## Erfolge
- Libanesische Premier League: 2003
- Libanesischer FA Cup: 2003